# Fabienne Reuteler

Fabienne Reuteler, née le 2 septembre 1979 à Fällanden, est une snowboardeuse suisse.

## Palmarès
- Jeux olympiques
  - 3e du halfpipe aux Jeux olympiques d'hiver de 2002 à Salt Lake City[1].